# Mirante do Vale
Mirante do Vale ist ein 170 Meter hoher Wolkenkratzer in São Paulo, Brasilien.

## Geschichte
Das von 1959 bis 1960 errichtete Gebäude ist bis heute der höchste Wolkenkratzer Brasiliens. Bis zur Renovierung 1988 hatte das Gebäude die Bezeichnung „Palace Zarzur Kogan“, benannt nach den beiden Architekten Aron Kogan und Waldomiro Zarzur, die das Gebäude geplant hatten.
Da es sich im unteren Teil der Stadt in einem Tal befindet, wirkt es im Vergleich mit dem Edifício Itália oder dem Altino Arantes Building kleiner als diese. Eine öffentliche Besichtigung ist nicht gestattet. Es besitzt drei Zugänge von der Avenida Prestes Maia, von der Praça Pedro Lessa  und der Rua Brigadeiro Tobias.